# Glodeni (Dâmbovița)
Glodeni es una comuna ubicada en el distrito de Dâmbovița, Rumania.

## Superficie
Posee una superficie de 30,78 kilómetros cuadrados.

## Demografía
Hasta 2021 la población era de 3936 habitantes, con una densidad de población de 127,9 habitantes por kilómetro cuadrado.